# Плаза (Північна Дакота)
Плаза (англ. Plaza) — місто (англ. city) в США, в окрузі Маунтрейл штату Північна Дакота. Населення — 211 особа (2020).

## Географія
Плаза розташована за координатами 48°1′32″ пн. ш. 101°57′34″ зх. д. / 48.02556° пн. ш. 101.95944° зх. д. (48.025554, -101.959324).  За даними Бюро перепису населення США в 2010 році місто мало площу 2,94 км², з яких 2,91 км² — суходіл та 0,03 км² — водойми.

## Демографія
Згідно з переписом 2010 року, у місті мешкала 171 особа в 84 домогосподарствах у складі 41 родини. Густота населення становила 58 осіб/км².  Було 114 помешкання (39/км²).
Расовий склад населення:
| - 93,0 % — білих - 1,8 % — корінних американців - 2,9 % — осіб інших рас |

До двох чи більше рас належало 2,3 %. Частка іспаномовних становила 6,4 % від усіх жителів.
За віковим діапазоном населення розподілялося таким чином: 18,1 % — особи молодші 18 років, 64,9 % — особи у віці 18—64 років, 17,0 % — особи у віці 65 років та старші. Медіана віку мешканця становила 47,5 року. На 100 осіб жіночої статі у місті припадало 128,0 чоловіків;  на 100 жінок у віці від 18 років та старших — 125,8 чоловіків також старших 18 років.
Середній дохід на одне домашнє господарство  становив 80 259 доларів США (медіана — 44 750), а середній дохід на одну сім'ю — 107 875 доларів (медіана — 68 958). За межею бідності перебувало 16,7 % осіб, у тому числі 22,4 % дітей у віці до 18 років та 7,1 % осіб у віці 65 років та старших.
Цивільне працевлаштоване населення становило 118 осіб. Основні галузі зайнятості: сільське господарство, лісництво, риболовля — 33,9 %, освіта, охорона здоров'я та соціальна допомога — 16,9 %, мистецтво, розваги та відпочинок — 14,4 %.